# Familien i fin form
Familien i fin form er en dansk dokumentarfilm fra 1968, der er instrueret af Jørgen Vestergaard efter manuskript af Henning Nystad.

## Handling
Hvis man skal være i fin form hele året rundt, er det nødvendigt at få motion og at spise det rigtige, men rigtig mad er ikke bare mad, der mætter - maden skal indeholde alle de stoffer, organismen har brug for til vækst og vedligeholdelse af cellerne til varme og energi (arbejde og leg).